# Premstätten
Premstätten är en kommun i Österrike. Den ligger i distriktet Graz-Umgebung i förbundslandet Steiermark.
Kommunen bildades med namnet Unterpremstätten-Zettling vid en kommunreform i Steiermark 2015 genom en sammanslagning av kommunerna Unterpremstätten och Zettling. Kommunen bytte namn till det nuvarande namnet 1 januari 2016.
Den består av sex orter/ortsdelar (Ortschaften) (inom parentes invånarantal 1 januari 2024):
- Bierbaum (916)
- Hautzendorf (1 085)
- Laa (593)
- Oberpremstätten (1 469)
- Unterpremstätten (2 526)
- Zettling (492)